# Бланусы
Бланусы (лат. Blanus) — род пресмыкающихся подотряда амфисбены, выделяемый в монотипическое семейство Blanidae.
Представители рода обитают в Средиземноморье.

## Виды
В состав рода включают 7 видов:
- Blanus alexandri Sindaco, Kornilios, Sacchi & Lymberakis, 2014
- Blanus aporus Werner, 1898
- Blanus cinereus (Vandelli, 1797) — Бурая двуходка
- Blanus mettetali Bons, 1963
- Blanus strauchi (Bedriaga, 1884) — Бланус Штрауха
- Blanus tingitanus Busack, 1988
- Blanus vandellii Ceríaco & Bauer, 2018